# Château de Montflaux
Le château de Montflaux à Saint-Denis-de-Gastines en Mayenne est un château situé à 3 km ouest-nord-ouest sur la route de Carelles.

## Désignation
- I. de Montflaut, 1367[1] ;
- Le manoir de Montflaux, 1592[2] ;
- Le logis seigneurial de Montflaux, 1603[3] ;
- La terre et seigneurie de Montflaux, 1669[4] ;
- Le château de Montflaux, 1686[5] ;
- Le comté de Montflaux, 1782[6].

## Description

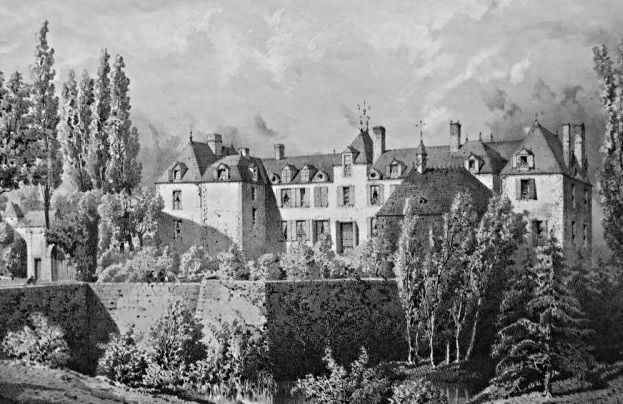
Château de Montflaux

Hubert Jaillot y indique château, chapelle, étang, moulin, trois avenues vers Saint-Denis-de-Gastines, la Censive, Carelles. La carte de Cassini a les mêmes indications, et Pierre-François Davelu plus explicite (1780), écrit Le château, bâti à l'antique a des douves tout autour, et dessus un pont-levis par lequel on entre dans la cour. Il y a une espèce de labyrinthe, une orangerie et des bosquets assez beaux ; de très belles avenues qui sont très longues. Il y a une chapelle dans la cour où l'on dit la messe dimanches et fêtes pour les habitants des environs, qui sont en assez grand nombre. Il y a aussi un ruisseau affluent de celui de la Tête-de-Louvine, d'une longueur de 3220 m.

## Histoire

### Comté
Seigneurie mouvante de Mayenne par Charné-Bazeille, à foi et hommage simple, et érigée en comté le 28 octobre 1670 avec annexion des terres de Champorin, l'Outagerie, Ivoy et Carelles. Elle possédait la seigneurie de paroisse. 

### Château actuel
Au manoir et logis seigneurial mentionné au XVIe siècle, Charles de Froulay substitua, vers le milieu du XVIIe siècle, le château actuel, vaste, imposant par ses proportions, son entourage. Pour l'abbé Angot, il est dépourvu de tout ornement et d'une architecture que rien ne distingue, sinon les assises appareillées en granit. Outre les deux ailes peu profondes, deux pavillons sous toits distincts garnissent les angles intérieurs et un pavillon en avant-corps se termine en un toit pointu muni d'une horloge. Au-dessus des fenêtres des deux étages s'ouvrent dans le toit des lucarnes alternant avec des œils-de-bœuf. La chapelle, dont parle Davelu est dans l'enceinte des douves, avec chœur en abside et un petit campanile effilé. Il ne semble pas qu'elle ait été fondée, mais un décret du 21 août 1723 y transféra le service de la chapelle d'Ivoy. Charles Louis de Froulay y fit une ordination vers le même temps.

### Révolution française
Habité longtemps par la puissante famille de Froulay, visité encore quelquefois jusqu'aux approches de la Révolution française par Renée-Caroline-Victoire de Froulay, marquise de Créquy, Montflaux fut envahi le 1er juin 1790 par une centaine d'individus qui vinrent se faire livrer les grains, restes de celui que la bonne châtelaine leur distribuait si libéralement, et menacèrent le fermier général, M. Testard-Maisonneuve, de lui fendre la tête ou de le jeter dans l'étang, et de brûler le château.

### Chouanerie
Il est établi que Châteauneuf était aux environs de Montaudin en octobre 1798 et a séjourné au château de Montflaux et dans le bourg de Saint-Denis-de-Gastines.
Il est également rapporté que Jean-Baptiste Le Dauphin dit Le Vengeur se réfugie au château de Montflaux et dans le bourg.
Les derniers Chouans se casernèrent à leur tour, le 15 décembre 1799 au nombre de quatre ou cinq cents, pour 20 jours, dans le château et en emportèrent 1400 livres de plomb.

### XXesiècle
L'abbé Angot, signale qu'au début du XXe siècle, la galerie du château possédait les portraits de la famille de Froullay, coudoyant ceux de révolutionnaires ou de républicains de marque, comme Ledru-Rollin et Cavaignac, d'autres tableaux remarquables et des souvenirs des Talleyrand-Périgord, la table où fut signée la déchéance de Napoléon Ier, etc.

## Les seigneurs de Montflaux

Armes des Froulay

- Isabeau de Montflaux, lègue 6 deniers à l'église de Saint-Denis-de-Gastines, avant 1367 ;
- Michel de Froullay, marié en 1371 à Jeanne de la Ferrière ;
- Guillaume de Froullay, mari de Marguerite Le Sénéchal, tué à la bataille de Castillon, 1453 ;
- Jean de Froullay, 1486 ;
- Guillaume de Froullay, mari de Catherine de Chauvigné, 1494 ;
- Jean de Froullay, marié en 1517 à Catherine de Brée  ;
- Louis de Froullay, qui épouse en 1540 Louise de la Vairie, 1543. Il donne en 1551 à Catherine d'Anthenaise, femme de Jean de Fromentières, les fiefs de la Bas-Maigné ;
- André de Froullay, qui fonda dit-on, avec Thomasse de la Ferrière, par testament du 6 mars 1616, une collégiale de Saint-Denis-de-Gastines dont on ne trouve nulle mention postérieure. Jean de la Ferrière, son beau-père, malade de la goutte à Montflaux, prête serment de fidélité à Henri IV ;
- René de Froullay, qui eut dix enfants de Marie d'Escoubleau de Sourdis, entre autres Gabriel-Philippe de Froulay, évêque d'Avranches (1669-1689) ;
- Charles de Froullay, fils puîné, qui fit la branche des comtes de Froullay, marié à Angélique de Baudéan, fille d'honneur d'Anne d'Autriche, mort le 26 novembre 1671 ;
- Philippe-Charles de Froullay, mort à 34 ans, en 1696, mari d'Anne de Mégaudais, dont l'alliance lui avait procuré la seigneurie voisine de Marolles[8];
- Charles-François de Froullay ;
- Renée-Caroline-Victoire de Froulay, unique héritière du comte de Froullay, après la mort d'un frère (Charles-Elisabeth de Froullay), 1747, est connue sous le nom de marquise de Créquy, du nom de son mari Louis de Blanchefort de Créquy. Par testament elle laissa Montflaux à Louis-Auguste Le Tonnelier de Breteuil ;
- Marie-Elisabeth Le Tonnelier de Breteuil, fut la femme de Louis-Charles-Auguste de Goyon, comte de Matignon, dont la fille épousa Anne-Charles-François de Montmorency, duc de Montmorency.
- Charles Henri d'Etchegoyen est devenu propriétaire de Montflaux par alliance avec la fille de Louis de Talleyrand-Périgord, duc de Valençay, qui avait épousé en 1829 Anne-Louise-Alix de Montmorency, morte à Paris en septembre 1858.

## Source
« Château de Montflaux », dans Alphonse-Victor Angot et Ferdinand Gaugain, Dictionnaire historique, topographique et biographique de la Mayenne, Laval, A. Goupil, 1900-1910 [détail des éditions] (BNF 34106789, présentation en ligne)